# Escuela de tenis Alcalá
La Escuela de tenis Alcalá es un club-escuela con fines deportivos situado en Alcalá de Henares (Comunidad de Madrid - España). 

## Historia
Se fundó en 1979 en Alcalá de Henares, como Escuela de Tenis Alcalá. Tiene su sede en la Ciudad Deportiva Municipal de El Val. Este club participa principalmente en la Liga Juvenil de tenis de Madrid, en la que participa con 4 equipos, en 1ª, 2ª, 3ª y 4ª división, aparte de en otras competiciones a nivel local, regional y nacional. Desde 2008,  al incorporar la sección de pádel, se denomina Club Escuela de Tenis y Pádel Alcalá.